# 이스탄불 빌기 대학교
이스탄불 빌기 대학교(튀르키예어: İstanbul Bilgi Üniversitesi 이스탄불 빌기 위니웨르시테시[*])는 1996년에 설립된 사립 대학교이다. 6개의 단과 대학과 대학원, 법학원 등 100개의 과로 이루어진 대학이다.

## 역사
이스탄불 빌기 대학교는 빌기 교육 문화 법인에서 1994년 10월 31일에 터키 민법을 통해 설립하였다. 터키에게 높은 환경의 교육을 제공하기 위해 설립된 빌기 대학교는 학교가 아닌 인생을 위해 배워야 한다라는 슬로건을 가지고 있으며, 현재 약 11000명의 학생이 재학 중이며 약 800명의 교수 및 직원들이 일 하고 있다.
현재 빌기대학의 통신학부, 법학부는 경쟁률이 사립 학교들 중 높은 편이다. 특히 영화 텔레비전과(Film and Television)와 비주얼 커뮤니티 디자인과(VCD)는 현재 터키 사립 대학 중 높은 수준으로 알려져 있는 편이다.

## 비전
빌기 대학교는 배우는 사람들과 가르치는 사람들이 최선을 다하게 만들게 하는 환경을 만들어주는 것, 학생들에게 언론의 자유와 인권을 느끼게 하는 것, 또 한 다른 대학들보다 더욱 자유롭고 문화와 과학을 한번에 느낄 수 있도록 만드는 방법을 찾도록 노력하고 있다.
Laureate International Universities Network에 가입해 학생들이 외국으로 나가 외국어와 새 문화를 배울 수 있도록 최선을 다하고 있다.
실제로 터키 대학들은 히잡 착용을 금지했었는데 빌기 대학만이 학교의 모토인 '자유'를 이유로 히잡 착용을 허용하였다. (현재는 대부분의 대학들이 착용 허용 중이다)

## 학과

### 과학-문학학부
- 컴퓨터 과학
- 금융 수학
- 영문 교육
- 비교 문학
- 수학
- 음악
- 심리학
- 사회학
- 역사

### 법학부
- 법

### 경제행정학부
- 유럽 연합 관계
- 경제
- 정치 경제 사회 철학
- 경영
- 경영-경제
- 경영 정보
- 정치
- 국제 금융
- 국제 관계
- 국제 무역 및 경영

### 통신학부
- 사진 비디오
- 비주얼 커뮤니케이션 디자인
- 홍보
- 문화 관리
- 미디어 및 통신 시스템
- 광고
- 극장과 공연 관리
- 예술 경영
- 영화 텔레비전
- 아나운서

### 건설학부
- 인테리어 디자인
- 건설

### 공학부
- 컴퓨터 공학
- 생물 공학
- 전기 전자 공학
- 에너지 시스템 공학

## 시설
이스탄불 빌기 대학은 이스탄불에 3개의 캠퍼스를 가지고 있다. (쿠슈테페, 돌라프데레, 산트랄)
세 캠퍼스 모두 도서관 시설이 있으며 도서관에는 책, 잡지, 백과사전 등 DVD, CD, VCD으로 많은 자료들이 구축되어 있다. 전자 도서관에는 약 29.500개가 넘는 E-잡지, 56.000개가 넘는 책 등이 저장되어 있다.

## 참고
1. ↑  2010년 터키 수능